# Villafuerte (kommun)
Villafuerte är en kommun i Spanien.   Den ligger i provinsen Provincia de Valladolid och regionen Kastilien och Leon, i den centrala delen av landet, 150 km norr om huvudstaden Madrid. Antalet invånare är 117. Arean är 26,0 kvadratkilometer.
Terrängen i Villafuerte är huvudsakligen platt, men västerut är den kuperad.